# Comunidad de comunas del Casaccóni è Gólu Suttanu
La Comunidad de comunas del Cassacóni è Gólu Suttanu (Communauté de communes du Cassaccóni è Gólu Suttanu en francés) es una estructura intercomunal francesa situada en el departamento francés de Alta Córcega de la región de Córcega.

## Historia
Fue creada el 1 de enero de 2015 con la unión de seis de las trece comunas del antiguo cantón de Alto-di-Casaconi, que a su vez eran seis de las dieciséis comunas pertenecientes a la comunidad de comunas de Marana-Golo y una comuna (Bisinchi), que era una de las diez comunas del cantón de Castifao-Morosaglia, así como una de las dieciocho comunas pertenecientes a la comunidad de comunas del Valle de Golo.
Actualmente todas las comunas forman parte del nuevo cantón de Golo-Morosaglia.

## Nombre
Debe su nombre a que en la comunidad se halla la iglesia parroquial de Casaccóni, así como que está radicada en la zona sur del río Golo.

## Composición
La Comunidad de comunas reagrupa 7 comunas:
| Comuna                | Código INSEE | Región              | Población (2012) | Superficie (km²) | Densidad (hab./km²) |
| --------------------- | ------------ | ------------------- | ---------------- | ---------------- | ------------------- |
| Bisinchi              | 2B039        | Castifao-Morosaglia | 181              | 12.66            | 14                  |
| Campile               | 2B054        | Alto-di-Casaconi    | 187              | 9.79             | 19                  |
| Crocicchia            | 2B102        | Alto-di-Casaconi    | 47               | 4.32             | 11                  |
| Ortiporio             | 2B195        | Alto-di-Casaconi    | 133              | 5.06             | 26                  |
| Penta-Acquatella      | 2B206        | Alto-di-Casaconi    | 36               | 3.10             | 2                   |
| Prunelli-di-Casacconi | 2B250        | Alto-di-Casaconi    | 159              | 6.02             | 26                  |
| Volpajola             | 2B355        | Alto-di-Casaconi    | 455              | 13.03            | 35                  |

## Competencias
La comunidad es un organismo público de cooperación intercomunal.
Sus recursos provienen del impuesto sobre los rendimientos del trabajo único, del sistema de contribuciones que se aplica a los residuos y asignaciones y subvenciones de diversos socios.
Sus competencias en general se centran en el desarrollo económico, medio ambiental, de empleo y los servicios comunitarios a los habitantes:
- Ordenación del Territorio
  - Plan de Coherencia Territorial (SCOT, en francés).
  - Plan Sectorial.
- Desarrollo y organización económica
  - Acción de desarrollo económico de las actividades industriales, comerciales o de empleo, (apoyo de las actividades agrícolas y forestales...).
  - Creación, organización, mantenimiento y gestión de zonas de actividades industriales, comerciales, terciario, artesanal o turístico.
- Desarrollo y organización social y cultural
  - Actividades culturales y socioculturales.
  - Actividades deportivas.
  - Construcción y/u organización, mantenimiento, gestión de equipamientos o establecimientos culturales, socioculturales, socioeducativos, deportivos…, etc.
  - Transporte escolar.
- Medio ambiente
  - Saneamiento no colectivo.
  - Recogida y tratamiento de los residuos urbanos y asimilados.
  - Protección y valorización del Medio Ambiente.
- Vivienda y hábitat
  - Programa local del hábitat.
- Servicio de vías públicas
  - Creación, organización y mantenimiento del servicio de vías públicas.
- Otros
  - Adquisición comunal de material.
  - Informática, Talleres vecinales.